# Succursale de la Société générale de Banque et hôtel Diplomate
La Succursale de la Société générale de Banque et hôtel Diplomate est un immeuble de bureaux et hôtel située dans le quartier de la Ville-Basse en Boulevard Tirou à Charleroi (Belgique) en face all'immeuble Notre Maison. Le bâtiment a été le siège de BNP Paribas jusqu'en 2017.

## Histoire
Il a été construit en 1971 par les architectes Paul Hayot, Jacques Baudon de l'agence A+U pour la Société générale de Banque. L'hôtel est realisé par l'architecte Michel Seret.
Le projet initial imaginé par l'entrepreneur Jean Baudoux d'un parking d'hôtel devait accueillir un parking dans le socle. Sur le plan urbain, elle aurait constitué un contrepoint à la tour Albert.
Le bâtiment est resté le siège de la BNP jusqu'à fin 2016, date à laquelle elle a déménagé ses bureaux dans le nouveau bâtiment construit à l'autre bout du boulevard Tirou, près du ministère des Finances.
La mutualité Solidaris l'a racheté en 2017 et a lancé un concours "design and build" en 2021 pour rénover l'ensemble de la structure. Parmi les propositions de design reçues, c'est celle de l'agence d'architecture Atelier de l'Arbre d'Or qui est retenue.

## Architecture
Le bâtiment construit en 1971 par le cabinet d'architectes A+U (Paul Hayot, Jacques Baudon) est un socle vitré pour abriter les locaux de la banque. Au niveau structurel, pour compenser l'épaisseur du bâtiment, la façade en saillie du rez-de-chaussée est suspendue grâce à une technique innovante pour l'époque qui permet de réduire les éléments structurels. Cette solution permet de distinguer le volume de la banque et de l'hôtel. Esthétiquement et techniquement, le bâtiment s'inspire du siège de la Royale Belge à Boitsfort et du siège de la banque Risparmio di Venezia à Campo Manin à Venise. Le charme diaphane et flottant du socle et la disposition des mezzanines permettent à la lumière naturelle de pénétrer le plus profondément possible. Du côté de l'hôtel, en revanche, le système est inverse. Le volume est en retrait par rapport au socle vitré, ce qui détermine le contraste entre les deux fonctions. En effet, l'architecte Michel Seret ne suit pas les alignements sous-jacents de la rive et de la parcelle pour organiser les plans de l'hôtel, mais établit une géométrie orthogonale rigide. En effet, l'hôtel se développe autour d'un grand patio, qui détermine l'apport de lumière.

## Rénovation

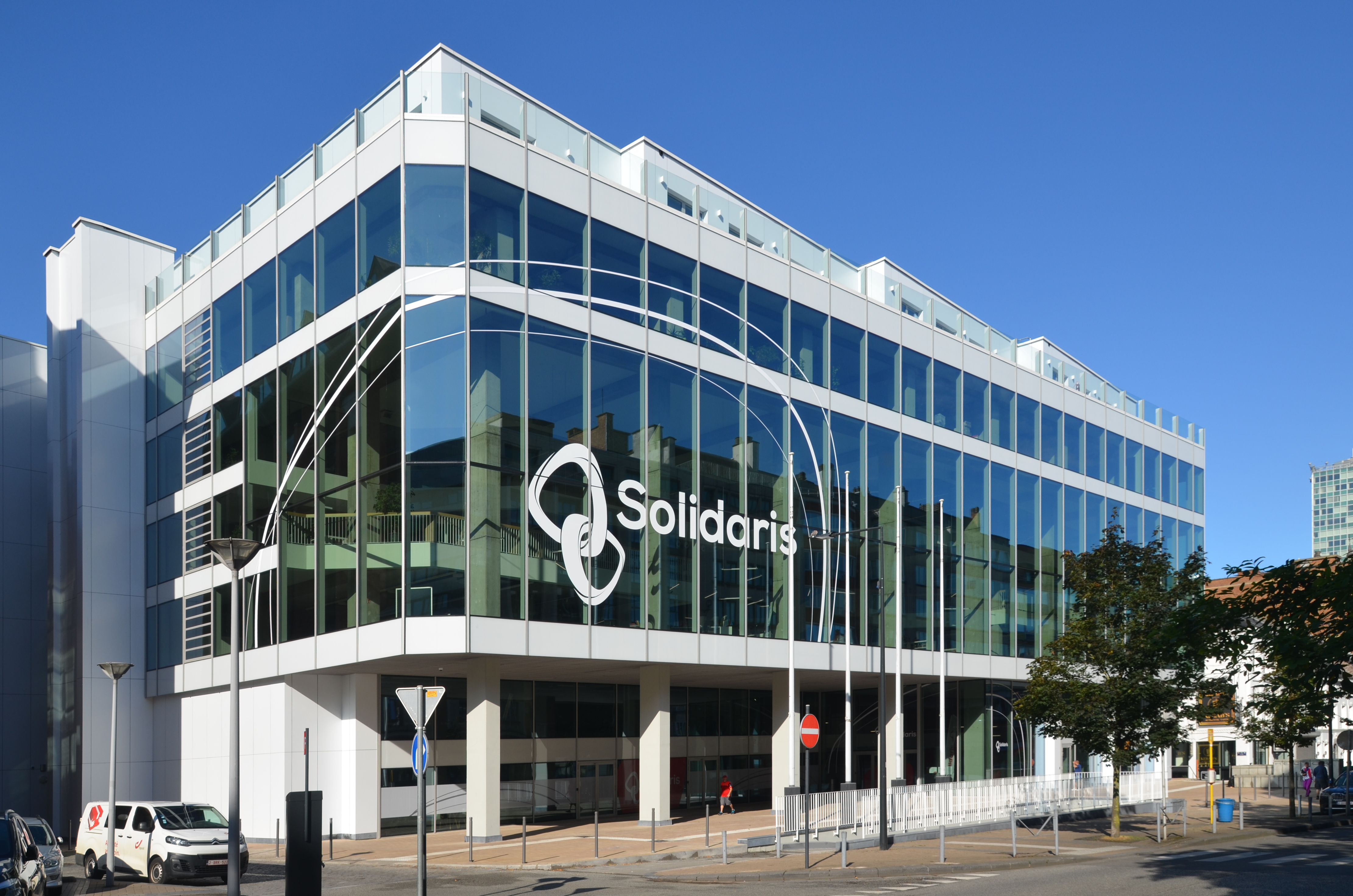
L'immeuble, siège des mutualités Solidaris après sa transformation.

Le projet de rénovation proposé vise à déterminer une performance énergétique exemplaire, à accroître son lien avec la vie du quartier sans dénaturer son esthétique historique.
Au niveau structurel, les 3 paliers ouverts sont préservés, afin d'assurer la luminosité et l'ouverture du bâtiment. Pour augmenter l'apport de lumière journalière aux étages supérieurs, un patio est également intégré à l'arrière.